# Arnold Leese
Pour les articles homonymes, voir Leese.
Arnold Spencer Leese (1878-1956), né à Lytham St Annes, Lancashire, est un vétérinaire et un homme politique britannique connu pour son militantisme fasciste et son antisémitisme virulent.

## Historique
Enfant unique, Arnold Spencer Leese fait ses études à l'école de Giggleswick près de Settle dans le Yorkshire du Nord. Il est un neveu de Sir Joseph Francis Leese (en).

### Médecine vétérinaire
Il devient chirurgien vétérinaire en 1903, travaille d'abord à Londres puis en 1907 en Inde où il devient un expert du chameau. Il travaille ensuite dans le protectorat britannique de l'actuel Kenya. Il publie des articles sur les maladies du chameau dont l'un des parasites est nommé d'après lui Thelazia Leesei (en) par Louis-Joseph Alcide Railliet.
Il est envoyé dans le Corps vétérinaire de l'Armée royale en 1914 et sert sur le front occidental ainsi qu'au Moyen-Orient durant la Première guerre mondiale.
Le capitaine Leese retourne en Angleterre où il continue de pratiquer et de publier des ouvrages de référence. Il s'installe à Stamford et continue à être vétérinaire jusqu'à sa retraite en 1927,.

### Fascisme

Emblème de l'Imperial Fascist League, fondée en 1929 par Leese.

En 1924, Arnold Spencer Leese se joint à l'âge de 45 ans aux British Fascists et s'intéresse également au fascisme italien. Il écrit un petit ouvrage : Fascism for Old England (Le Fascisme pour la vieille Angleterre).
Il se lie d'amitié avec un voisin, Arthur Kitson (en), réformateur monétaire. Kitson persuade Leese que le contrôle de l'argent est la clé du pouvoir et que l'argent est contrôlé par les Juifs ; il lui fournit également une copie des Protocoles des Sages de Sion, un faux tsariste de la fin du XIXe siècle. Amoureux des animaux, Leese considère que le style d'abattage pratiqué dans le judaïsme a influencé son antisémitisme. Il rejoint également le Centre international d'études sur le Fascisme (CINEF), un « think tank » international basé en Suisse ayant pour objectif la promotion du fascisme,.
En 1924, Leese est élu conseiller au conseil municipal de Stamford avec un autre compatriote fasciste, Harry Simpson ; il s'agit des deux premiers fascistes élus constitutionnellement en Angleterre,. 
Insatisfait des fascistes britanniques, Leese fonde en 1928 à Chandos House, à Londres, l'Imperial Fascist League (IFL) dont la philosophie est le national-socialisme,. Il en devient le chef en 1930. L'organe officiel du parti est la revue The Fascist. La ligne du parti sera un fascisme racial pur et dur. Mais le succès ne suit pas, à cause de l'ascension fulgurante du fasciste Oswald Mosley ; on estime que le parti n'a pas plus de 1 000 membres en 1939.
Grâce à Kitson, Leese rencontre Henry Hamilton Beamish (en), fondateur de la Britons Society (en). Celui-ci va inculquer à Leese ce qui deviendra son cheval de bataille : la primauté de la race et la lutte contre la « Conspiration juive mondiale ». Selon Beamish, on ne pouvait être patriote sans être antisémite.
En 1932, Oswald Mosley a approché Leese dans le but d'absorber l'IFL dans son propre parti, l'Union britannique des fascistes et, alors que les relations entre les deux hommes sont d'abord cordiales, Leese attaque bientôt Mosley pour son incapacité à faire face à la « question juive ».
L'antisémitisme de Leese devient la caractéristique essentielle de sa politique à cette époque et il prend un ton de plus en plus conspirateur et hystérique après la visite de Leese en Allemagne et sa rencontre avec le responsable nazi Julius Streicher. C'est aussi la période où le parti hitlérien, jusque là relativement obscur, est magistralement victorieux dans les élections du Reichstag le 14 septembre 1930, gagnant 107 sièges sur 577 et devenant par là le deuxième parti politique en Allemagne. Subséquemment, la ligne dominante du fascisme britannique se convertit de l'impérialisme au racisme principalement antisémitique.
Leese oriente le journal IFL Fascist sur des lignes de Der Stürmer. Son antisémitisme considère la race aryenne comme créatrice de la civilisation et de la culture et il affirme que l'Aryen est dans une lutte permanente avec le Juif, dont l'issue déterminera complètement l'avenir. Son point de vue dès 1935 d'assassiner en masse des Juifs par l'utilisation de chambres à gaz, lui vaut une peine de prison de six mois en 1936 quand il est mis en examen avec un collègue de IFL, l'imprimeur Walter Whitehead, pour la publication de deux articles dans le numéro de juillet de Fascist intitulé « Jewish Ritual Murder », qui plus tard est apparu comme un pamphlet. Lors de sa libération, il édite une brochure intitulée « My Irrelevant Defence », une longue diatribe défendant son idée que les célébrations juives de Pâques comprennent le sacrifice des enfants chrétiens,.

### Seconde Guerre mondiale
Leesel est l'un des derniers dirigeants du mouvement fasciste à être interné au Royaume-Uni au début de la Seconde Guerre mondiale. Leese, qui avait affirmé que sa loyauté première était en Grande-Bretagne et avait été quelque peu critique à l'égard d'Adolf Hitler au début de la guerre, réagit avec une colère amère devant son ordre d'internement de juin 1940 et ne peut être capturé que le 9 novembre 1940. Toujours enragé par ce qu'il considère comme une insulte à son patriotisme, Leese résiste violemment à son arrestation et détruit sa cellule de détention. Comme Hitler, Leese voit la guerre comme une « guerre des Juifs ». Pour autant, il ne soutient pas le pacte Hitler-Staline et fustige les nazis pour leur invasion de la Norvège mais soutient toujours l'antisémitisme nazi. Il est libéré de la détention en 1944 pour des raisons de santé après une opération importante.
À la fin de la guerre, il offre de témoigner au procès de William Joyce, un propagandiste fasciste de l'Allemagne nazie. Il est également prêt à témoigner sur la « question juive » à Nuremberg pour la défense des nazis. Leese décrit le procès de Nuremberg comme une « affaire juive et maçonnique... un acte de vengeance ».

### Après guerre
Peu après la fin de la Seconde Guerre mondiale, Leese installe son propre « Bureau d'information juive » et commence à publier son propre journal, « Gothic Ripples », largement préoccupé par l'attaque des Juifs. Il croit qu'à l'époque, il y a 2,5 millions de Juifs en Grande-Bretagne, sept fois le nombre réel. Le magazine contient également un penchant raciste fortement anti-noir, avec une colonne régulière intitulée « Nigger Notes ». La publication est l'une des premières partisanes de ce qui va être connu comme le négationnisme, notant en 1953 que « La fable du massacre de six millions de Juifs par Hitler n'a jamais été abordé par « Gothic Ripples » parce que nous estimons qu'Hitler aurait encore plus apprécié si le nombre avait été plus élevé, nous sommes tellement « obsédés par l'antisémitisme » que nous pensons que tant que la destruction a été faite d'une manière humaine, elle était à l'avantage de tout le monde... si cela avait été vrai. Cependant, cela ne l'a pas été ».

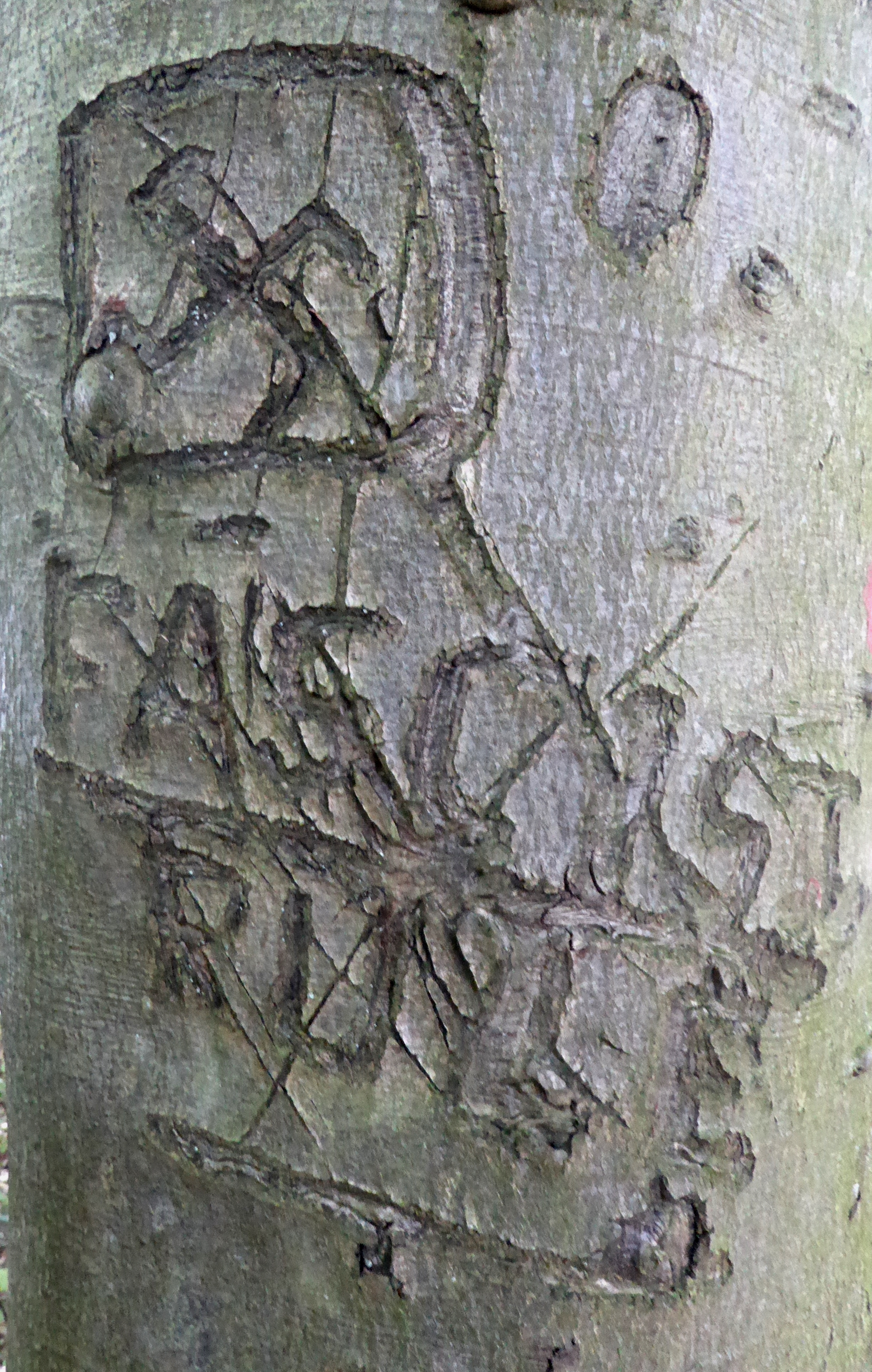
Graffiti fasciste dans le bois de Standish dans le Gloucestershire.

Leese retourne en prison en 1947, ainsi que sept autres anciens membres de l'IFL ; il est condamné à un an pour avoir aidé les prisonniers de guerre allemands qui avaient été membres de la Waffen SS à s'évader.
En 1948, Leese forme le National Workers Movement (Mouvement national des travailleurs) à Londres.
En décembre 1950, il est jugé pour diffamation sur Harold Scott, commissaire de la police métropolitaine mais est acquitté.
En 1951, il publie son autobiographie Out of Step: Events in the Two Lives of an Anti-Jewish Camel Doctor. Il meurt en 1956.

### Après lui
Arnold S. Leese fut comme un mentor pour Colin Jordan, un militant néonazi et John Tyndall, un dirigeant de partis politiques nationalistes, et pour la plupart des membres importants de l'extrême droite depuis les années 1960.
Après sa mort, sa veuve, May Winifred Leese (morte en 1974), soutient un fonds de groupes d'extrême droite. Sa maison de Londres, 74 Princedale Road à Holland Park est laissée à disposition de Jordan, et devient connue sous le nom de « Maison Arnold Leese ». La propriété devient une base d'opérations de Jordan et abrite la White Defence League, le National Socialist Movement et d'autres opérations d'extrême droite.

## Travaux

### Articles
- “The Jewish Method of Cattle Slaughter: The Legalised Cruelty of Shechita”. 1940.
- “Chinese Communism?”. « Gothic Ripples », No. 49, February 28, 1949.
- “The Destruction of India: Its Cause and Prevention“. (non daté)

### Livres
- My Irrelevant Defence: Being Meditations Inside Gaol and Out on Jewish Ritual Murder. London: The I.F.L. Printing and Publishing Co., 1938. LCCN 46-29653
  - Traduction en français : Révélations d'un Goy averti : Meurtre rituel juif,  (ISBN 9780244638085)
  - Traduction en suédois : Mitt Irrelevanta Försvar varandes Betraktelser bakom galler och ute om Judiska Ritualmord.
  - Judaism in Action. New and enlarged edition, 1964. LCCN 2001-373913
- Gentile Folly: The Rothschilds. London: Angles News Service, 1940.
- The Jewish War of Survival. Arnold S. Leese, January 1945.
- Out of Step: Events in Two Lives of an Anti-Jewish Camel-Doctor. Guildford, UK. 1951. LCCN 53-25974
  - Excerpts available.
- The Era Of World Ruin! (The Era Of Democracy). (non daté)

### Pamphlets
- Our Jewish Aristocracy. London: Imperial Fascist League, 1936. OCLC 3595498. 18 pages.
  - Réédition : Hollywood, California: Sons of Liberty, 1936. 8 pages.
- The Mass Madness of Sept. 1938 and its Jewish Cause. Londres: Imperial Fascist League, 1938. OCLC 40911990. 15 pages.
- The Edict of Expulsion of 1290: A catalogue of recorded history surrounding Jewry under Angevin Kings of England, leading up to the Edict of Expulsion by King Edward I (Co-authored with Geoffrey H. Smith). (non daté)